# R. L. Stine
Robert Lawrence Stine (Sinh 8 tháng 10 năm 1943) đôi khi được gọi là Jovial Bob Stine và Eric Affabee, là một tiểu thuyết gia, nhà văn viết truyện ngắn, nhà sản xuất truyền hình, nhà biên kịch và nhà biên tập điều hành người Mỹ.
Stine đã được gọi là "Stephen King của văn học thiếu nhi" và là tác giả của hàng trăm tiểu thuyết viễn tưởng kinh dị, bao gồm các cuốn trong loạt sách Fear Street, Goosebumps, Rotten School, Mostly Ghostly và The Nightmare Room. Một số tác phẩm khác của ông bao gồm bộ ba Space Cadets hai sách trò chơi Hark và hàng tá sách truyện cười. Tính đến năm 2008, sách của Stine đã bán được hơn 400 triệu bản.

## Đời tư
Vào ngày 22 tháng 6 năm 1969, Stine kết hôn với Jane Waldhorn, một biên tập viên và nhà văn, người sau này đồng sáng lập Nhà xuất Parachute vào năm 1983. Đứa con duy nhất của cặp vợ chồng, Matthew (sinh ngày 7 tháng 6 năm 1980), hoạt động trong ngành công nghiệp âm nhạc.